# Nelino Tapia
Nelino José Tapia Gil (Barranquilla, 1 de febrero de 1991) es un futbolista colombiano. Juega como lateral izquierdo y actualmente milita en Jaguares de Córdoba de la Categoría Primera A.

## Trayectoria
Producto de las divisiones menores del Uniautónoma F.C, Nelino Tapia hace su debut profesional en el año 2011 con el Uniautónoma F.C, en ese año jugaría 16 partidos de titular marcando 3 goles.
El 24 de diciembre de 2015 es confirmado como nuevo jugador del Deportes Tolima para la temporada 2016.
El 8 de julio de 2016 fue confirmado junto con Johan Arango como nuevo jugador del Deportivo Pasto.

## Clubes
| Club                | País     | Año             |
| ------------------- | -------- | --------------- |
| Uniautónoma         | Colombia | 2011 - 2015     |
| Deportes Tolima     | Colombia | 2016            |
| Deportivo Pasto     | Colombia | 2016            |
| Valledupar F.C.     | Colombia | 2017            |
| Boyacá Chicó        | Colombia | 2018 - 2021     |
| Jaguares de Córdoba | Colombia | 2021 - Presente |

## Palmarés

### Torneos nacionales
| Título    | Club              | País     | Año  |
| --------- | ----------------- | -------- | ---- |
| Primera B | Uniautónoma F. C. | Colombia | 2013 |